# Ouverture (musique)
Pour les articles homonymes, voir Ouverture.

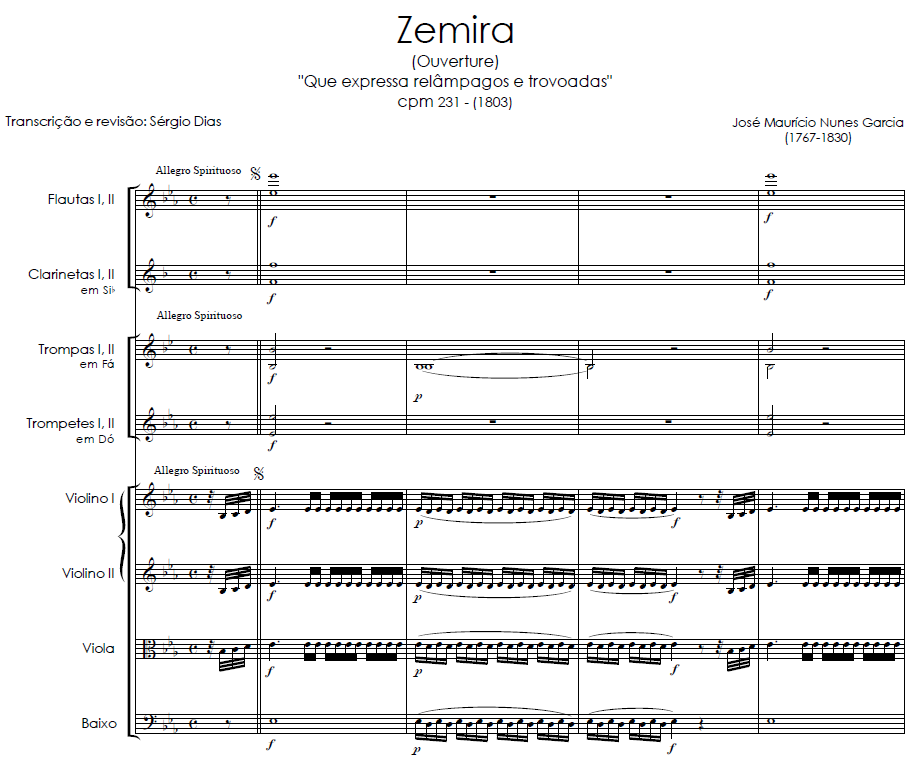
Zemira.

En musique classique, l’ouverture est une composition instrumentale, jouée le plus souvent au début d'un concert, d'un opéra, d'une cantate ou d'un oratorio. Elle est parfois désignée sous d'autres termes comme la Toccata sous forme de fanfare de L'Orfeo de Monteverdi, les Sinfonias des cantates de Bach, la Fanfare pour précéder La Péri de Dukas, l’ouverture-fantaisie chez Tchaïkovski, l’Intrada du Concerto pour orchestre de Lutosławski.
Simple prélude de quelques mesures, mouvement à part entière d'une suite ou d'un ballet, prologue représentatif d'une œuvre lyrique, l'ouverture est aussi une pièce de concert imposante et indépendante, proche du poème symphonique.
Au cours des XVIIe et XVIIIe siècles, deux structures vont dominer ce genre musical : l’ouverture à la française (Lent-Vif-Lent) développée par Lully et son opposée l’ouverture à l'italienne (Vif-Lent-Vif) comme celles des opéras d'Alessandro Scarlatti. Jean-Sébastien Bach a composé quatre suites, de forme irrégulière et intitulées Ouvertures pour orchestre.

## Ouvertures célèbres
- Quatre Ouvertures pour orchestre, BWV 1066 à 1069 (Johann Sebastian Bach)
- Quatre Ouvertures pour Fidelio (Beethoven)
- Coriolan (Beethoven)
- La Consécration de la maison (Beethoven)
- Egmont (Beethoven)
- Ouverture pour une fête académique (Brahms)
- Ouverture tragique (Brahms)
- Le Songe d’une nuit d’été (Mendelssohn)
- Les Hébrides (Mendelssohn)
- Le Carnaval romain (Berlioz)
- Le Corsaire (Berlioz)
- Les Francs-juges (Berlioz)
- Waverley, grande ouverture (Berlioz)
- Le Roi Lear, grande ouverture (Berlioz)
- Rob-Roy (Berlioz)
- Ouverture de fête op.133 (Saint-Saëns)
- Ouverture Miniature (Tchaïkovski)
- Ouverture 1812 (Tchaïkovski)
- Hamlet (Tchaïkovski)
- Roméo et Juliette (Tchaïkovski)
- Ouverture Cockaigne (Edward Elgar)
- Ouverture (Germaine Tailleferre).
- Ouverture cubaine (George Gershwin)
- Froissart (Edward Elgar)
- Flandria Ouverture (Willy Ostijn)

## Ouvertures d'opéra célèbres
- Ouverture de L'Orfeo de Claudio Monteverdi, c'est une brève toccata spectaculaire jouée allegro.
- Ouverture des Noces de Figaro de Wolfgang Amadeus Mozart où le bref presto prélude admirablement ce jour de noces.
- Ouverture de Don Giovanni de Wolfgang Amadeus Mozart, dont l'allegro caractérise parfaitement le caractère impétueux du séducteur.
- Ouverture du Barbier de Séville de Gioachino Rossini avec ses mélodies de gamin moqueur et son rythme léger dans l'allegro vivo.
- Ouverture de Guillaume Tell de Gioachino Rossini avec le fameux allegro évoquant des galops de chevaux.
- Ouverture de Tannhäuser de Richard Wagner qui est un chef-d'œuvre d'orchestration où l'enchaînement des leitmotive est sidérant. Tout comme celle de Tristan et Isolde du même compositeur.
- Ouverture de La Traviata de Giuseppe Verdi, c'est un larmoyant adagio qui instaure le climat tragique de l'œuvre.
- Ouverture de Carmen de Georges Bizet, célèbre par son thème joyeux et entraînant dans l'allegro giocoso.
- Ouverture de Der Freischütz de Carl Maria von Weber.